# Łówcza

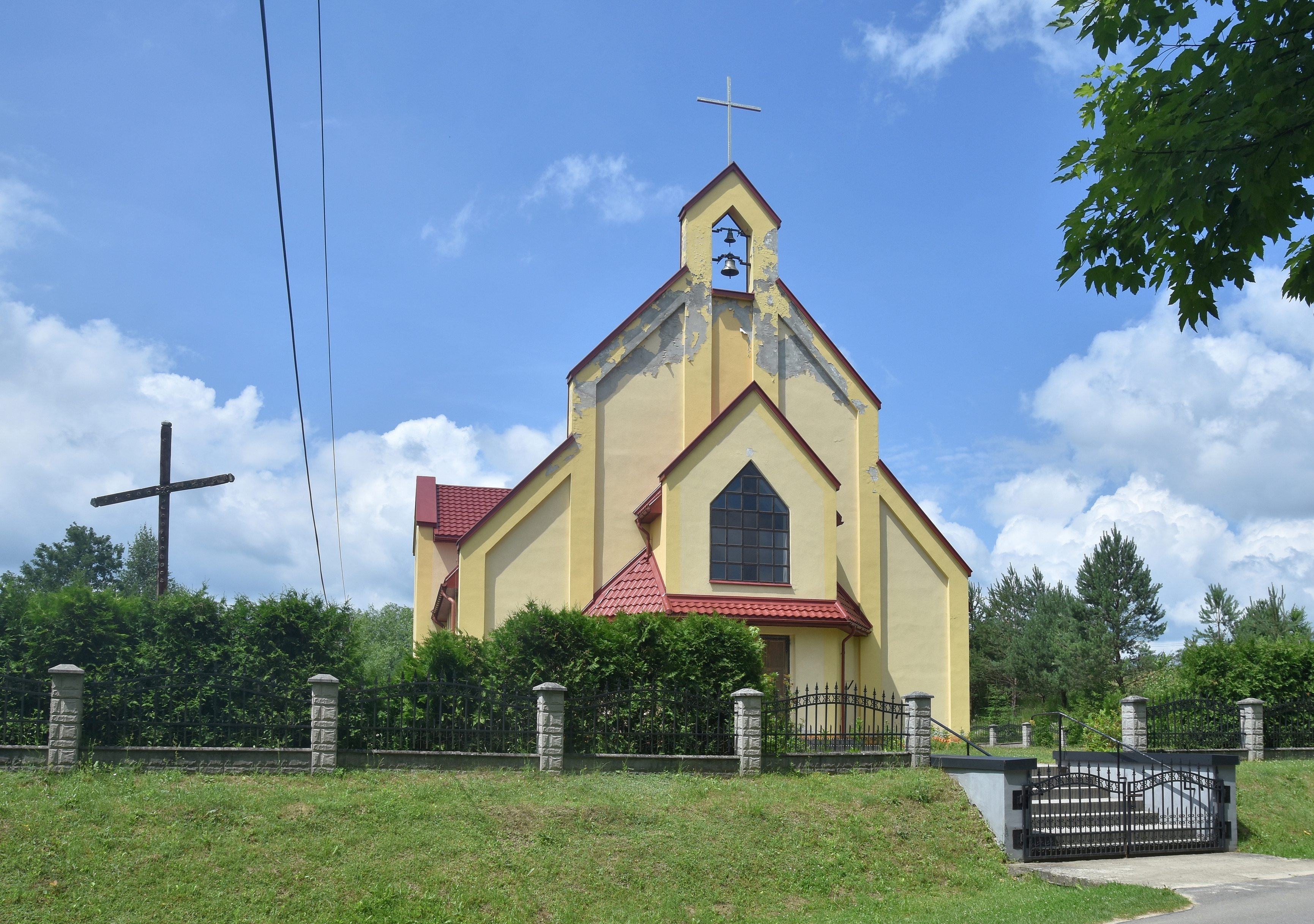
Nowy kościół

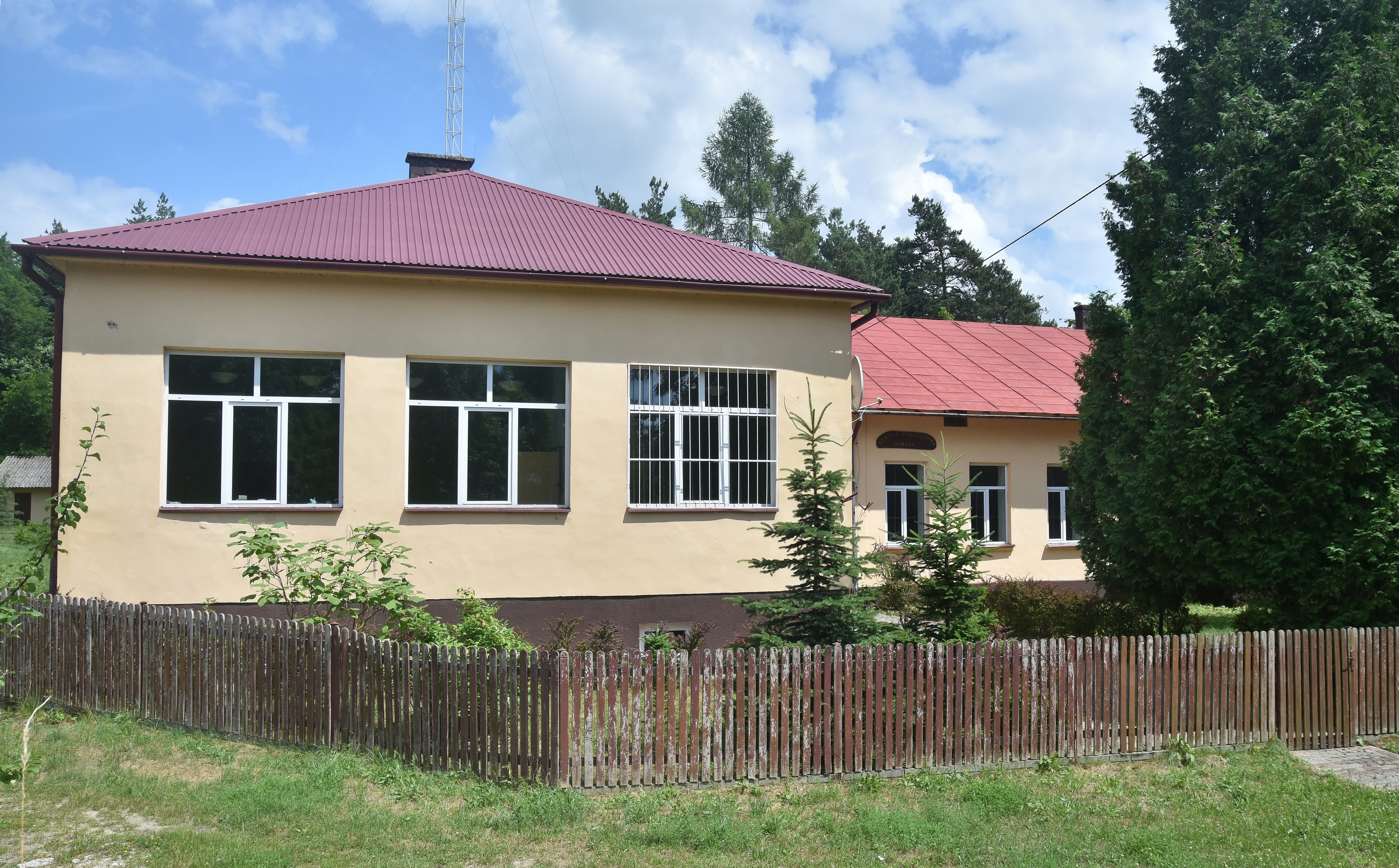
Szkoła

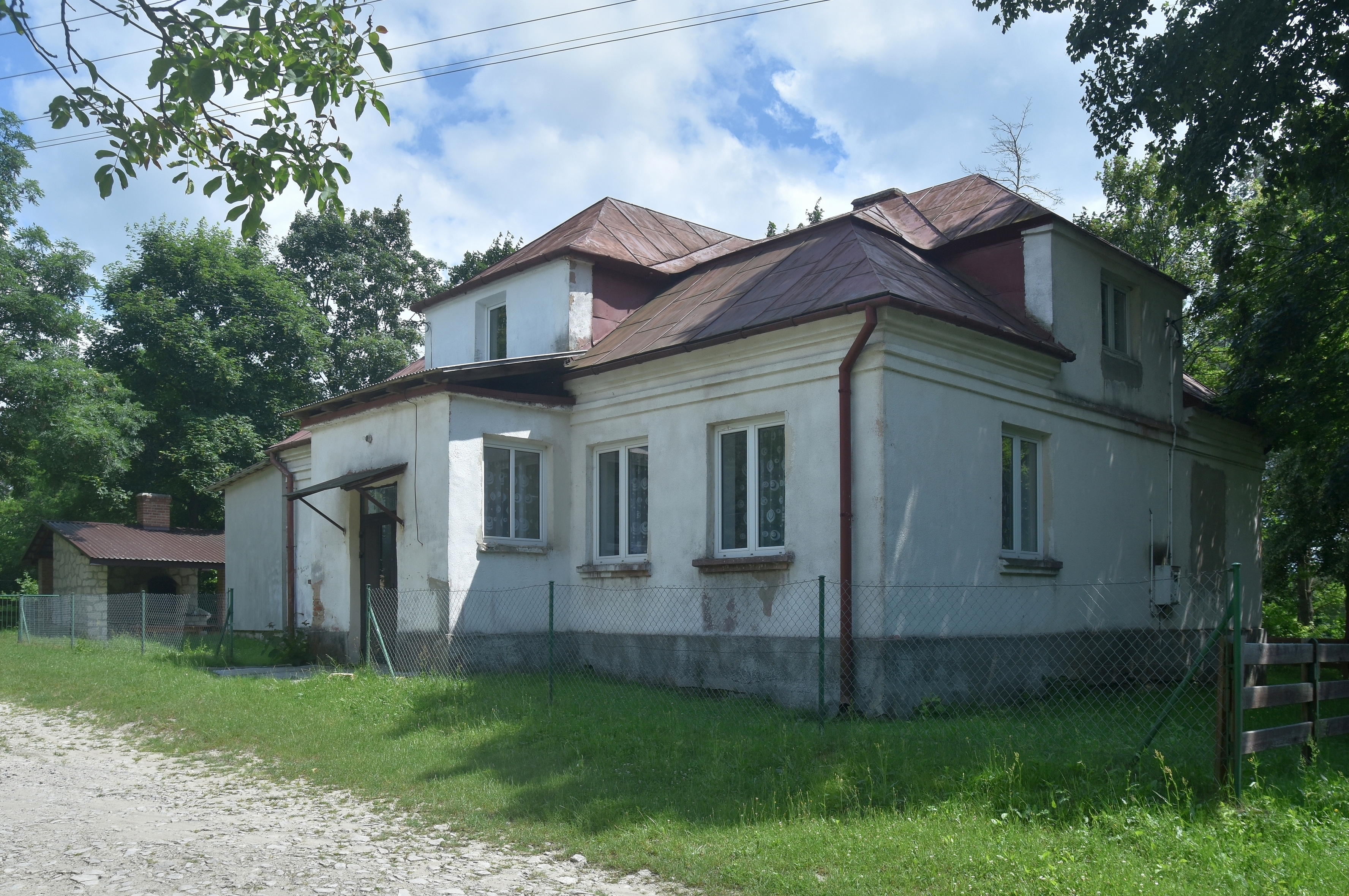
Dawna szkoła

Łówcza (ukr. Лівча) – wieś w Polsce położona w województwie podkarpackim, w powiecie lubaczowskim, w gminie Narol.
W latach 1975–1998 miejscowość administracyjnie należała do województwa przemyskiego.
Wierni Kościoła rzymskokatolickiego należą do parafii św. Michała Archanioła w Płazowie. We wsi jest kościół filialny Matki Bożej Bolesnej.

## Położenie
Łówcza leży na pograniczu Płaskowyżu Łówczy (należącego do Roztocza) i Płaskowyżu Tarnogrodzkiego. W tym miejscu południowo-wschodnia krawędź Roztocza jest wysoka. Dolna część Łówczy leży na wysokości 256 m n.p.m. a górna na wysokości 340 m n.p.m. Wieś rozciąga się wzdłuż potoku Łówcza na długości ok. 4 km ze wschodu na zachód i składa się z przysiółków: Wola, Samulaki, Koziejówka, Łówcza Stara, Łówcza Nowa, Garby i Koniec. Potok zwany jest też Łówczanką lub Łotoczą, wypływa w górnej części wsi i uchodzi do Brusienki w Nowym Lublińcu.

## Części wsi
| SIMC    | Nazwa    | Rodzaj    |
| ------- | -------- | --------- |
| 0606910 | Garby    | część wsi |
| 0606926 | Samolaki | część wsi |
| 0606932 | Wola     | część wsi |

## Historia
Najstarsza wzmianka o Łówczy (Lowcze) pochodzi z 1484 r. W 1618 r. stanowiła własność królewską. Z 1685 r. pochodzi akt erekcyjny (przypuszczalnie powtórny) tutejszej parafii, wydany przez właściciela wsi, Adama Antoniego Bełżeckiego, kasztelana bełskiego. W 1880 r. Łówcza miała 1134 mieszkańców, w większości Ukraińców. Działał tu tartak wodny, młyn, cegielnia i wapiennik.
W II Rzeczypospolitej wieś w powiecie lubaczowskim województwa lwowskiego. 21 września 1939 r. w okolicy Łówczy złożyły broń otoczone przez Niemców resztki 75. pułku piechoty. Tutaj także został wzięty do niewoli dowódca Armii Kraków gen. Antoni Szylling. 
W latach 1939-1941 przez Łówczę przechodziła niemiecko-radziecka linia demarkacyjna. Po stronie niemieckiej znajdował się przysiółek Wola. Ciągi dawnych wałów są na terenie wsi widoczne do dziś. Zachodnia część Łówczy Wola (pod nazwą Łówcza) utworzyła wtedy jedną z pięciu gromad gminy Lipsko w powiecie zamojskim w dystrykcie lubelskim Generalnego Gubernatorstwa. Natomiast Łówcza właściwa (część wschodnia) weszła w skład rejonu horynieckiego w ZSRR jako sielsowiet. Wraz z wybuchem wojny niemiecko-radzieckiej 22 czerwca 1941, także Łówcza właściwa weszła w skład Generalnego Gubernatorstwa, lecz jej odrębność względem Woli zachowano. Wola – pod nazwą Łówcza – z 294 mieszkańcami należała nadal do gminy Lipsko w powiecie zamojskim w dystrykcie lubelskim, natomiast Łówcza (właściwa) z 1153 mieszkańcami – do gminy Horyniec w powiat rawskim w dystrykcie Galicja. Po wojnie miejscowości znów połączono.
W latach 1944–1945 na terenie wsi miały miejsce starcia z oddziałami UPA. Jednym z nich był napad na posterunek MO w nocy z 27 na 28 marca 1945 r., podczas którego zginął komendant, trzech milicjantów i cztery osoby cywilne a 15 gospodarstw zostało spalonych. Nacjonaliści ukraińscy z OUN-UPA zamordowali tutaj łącznie 28 Polaków.Ku czci zabitych funkcjonariuszy milicji w październiku 1974 roku odsłonięto pomnik. Ludność ukraińska została wysiedlona w latach 1945 i 1947.

## Zabytki
- Dawna cerkiew greckokatolicka pw. św. Paraskewy z 1808 r., rozbudowana w 1899 r., drewniana, z zachowanym ikonostasem. Od końca lat 40. XX w. do czasu wybudowania nowego kościoła w 2001 r. służyła jako kaplica filialna parafii rzymskokatolickiej w Płazowie.
- Drewniana dzwonnica z 1920 r.
- Resztki cmentarza przycerkiewnego, m.in. ciekawy nagrobek właściciela Łówczy, I. Thullie, z wierszowanym epitafium: Żona mężowi. Patrz! o to posąg z kamienia wykuty / Nad zimnym grobem śmierci upominek / Zapłacz wyrazem żalu i pokuty / Tu mąż i ojciec znalazł swój spoczynek.
- Cmentarz greckokatolicki z licznymi nagrobkami bruśnieńskimi
- Resztki zespołu dworskiego; założenia parku geometrycznego i brama.

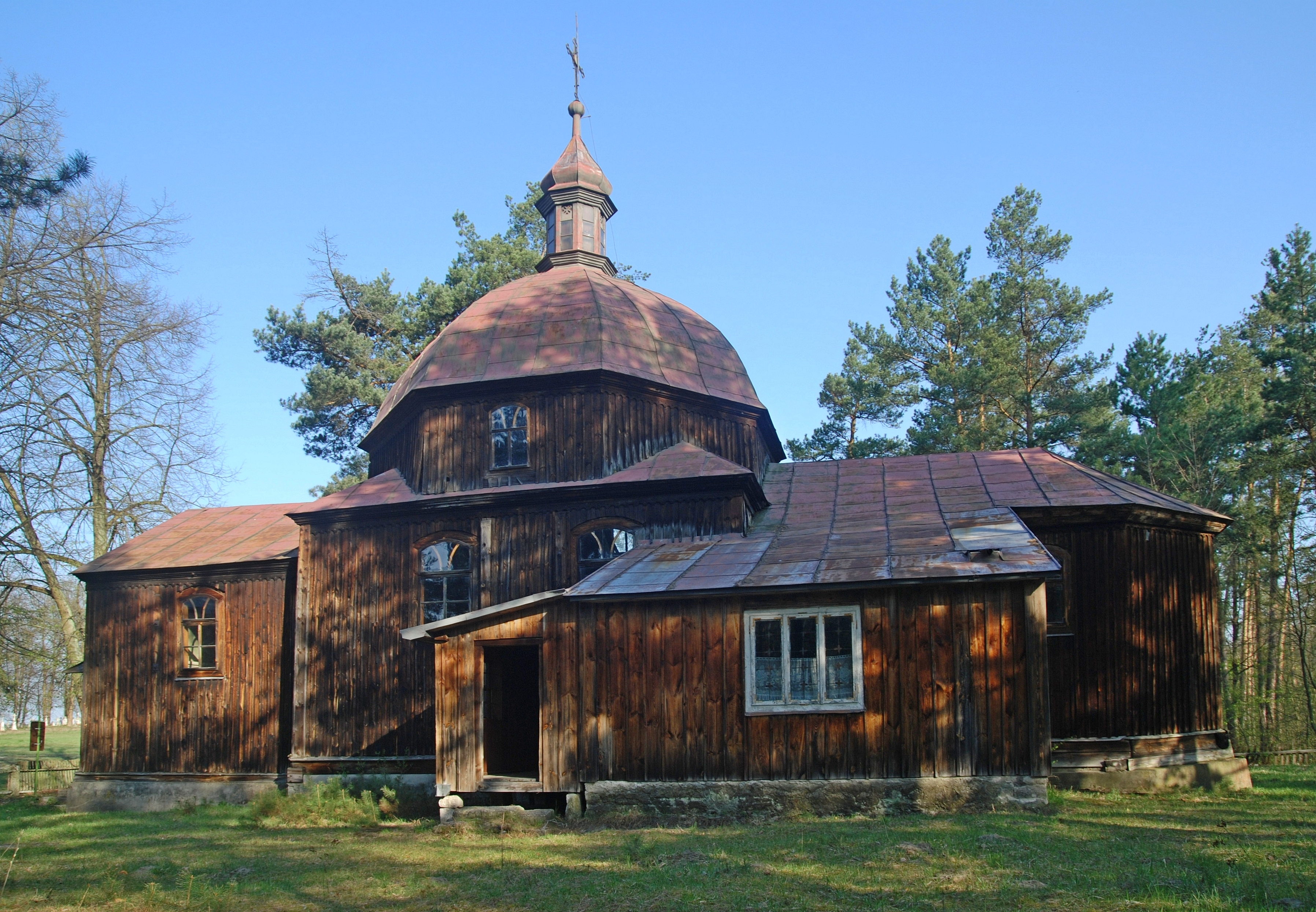
Cerkiew pw. św. Paraskewy z 1808
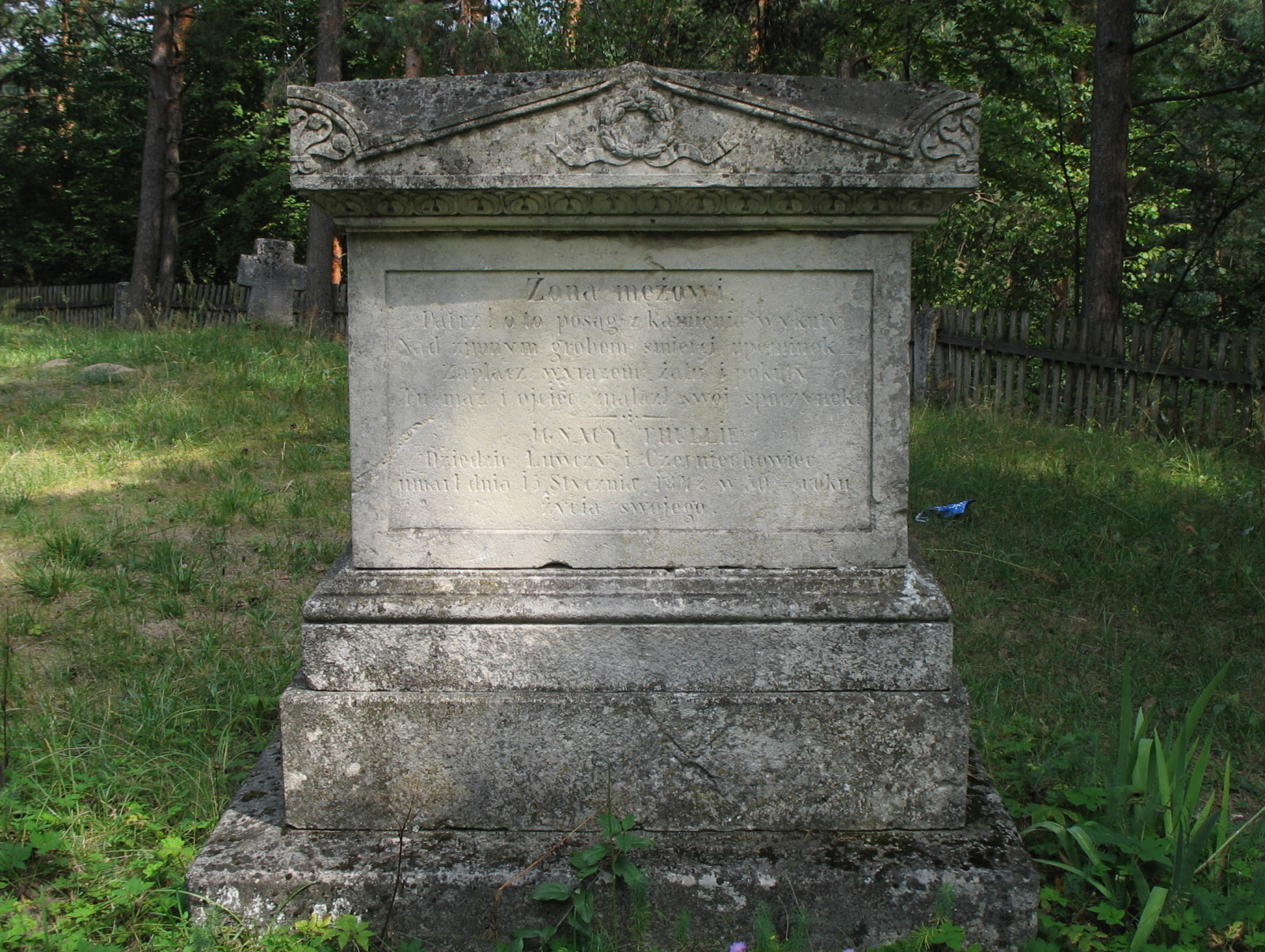
Nagrobek właściciela Łówczy, I. Thullie, z wierszowanym epitafium
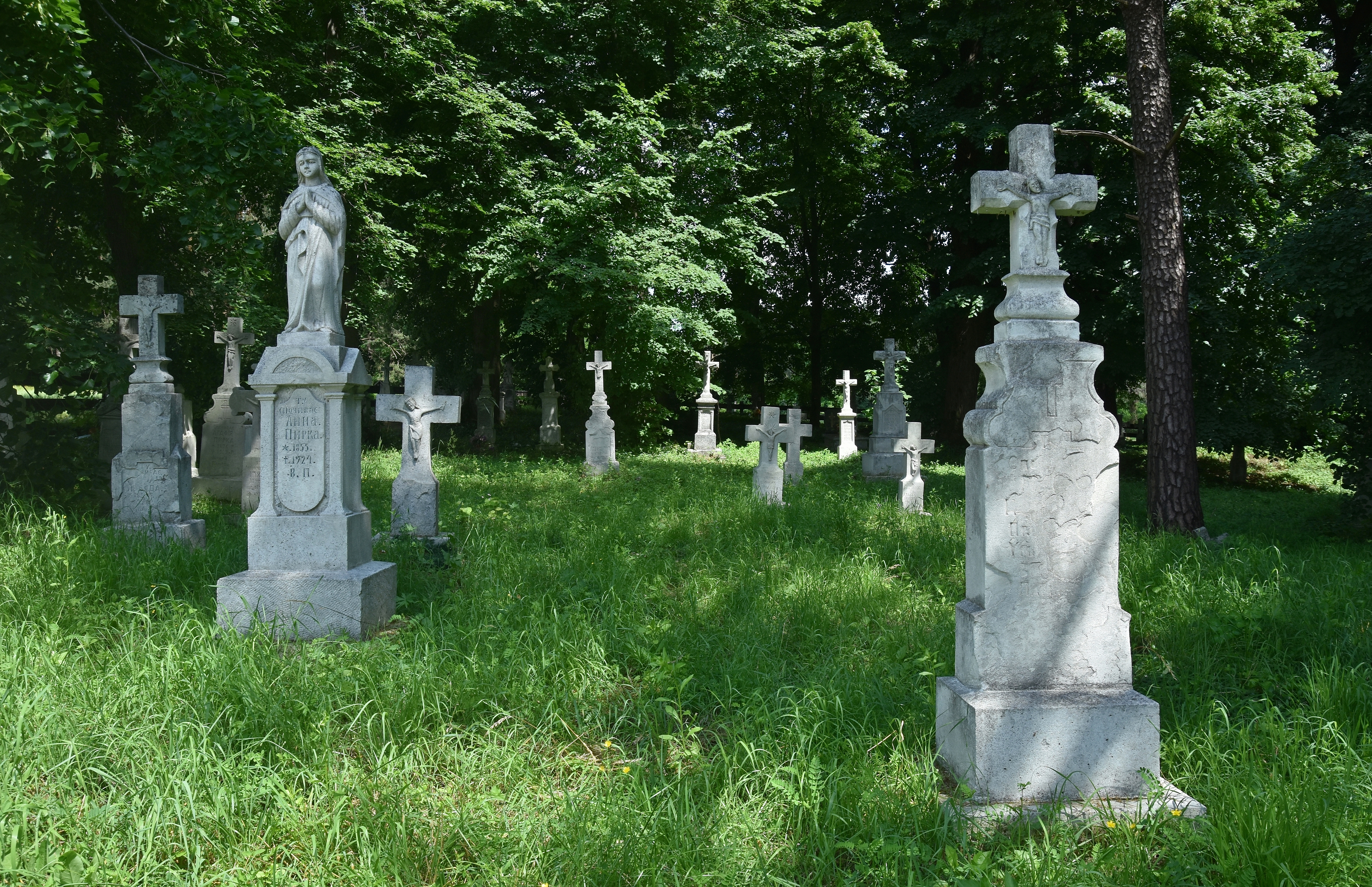
Krzyże bruśnieńskie na cmentarzu greckokatolickim